# Albert Kesselring
Albert Kesselring (8 d'agost de 1881 † 16 de juliol de 1960) fou un Mariscal alemany que va comandar el Grup de l'Exèrcit C durant la Segona Guerra Mundial. Tenia el sobrenom de "Albert el somrient" o "Kesselring el somrient".

## Inicis
Va néixer a Marktsteft, (Baviera, Alemanya), el 1885, de pares professors (Karl i Rosa Kesselring). Es va unir a l'exèrcit alemany el 1904 i es va convertir en oficial cadet en el 2n Regiment d'Artilleria a Peu de l'Exèrcit Bavarès. Va servir en diversos comandaments de cossos i divisions en la Primera Guerra Mundial. Després de diversos destins a infanteria i oficines, va ser nomenat cap administratiu del Ministeri de l'Aire alemany. Kesselring es va mantenir en aquesta posició fins al juny de 1936, quan va ser nomenat cap de l'Estat Major de les Forces Aèries.

## Segona Guerra Mundial

### Polònia, França i Anglaterra

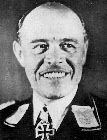
El somrient Kesselring.

En la campanya polonesa va tenir a les seves ordres a la Luftflotte (Flota Aèria) I i posteriorment, el 1940, a la Luftlotte II a França. Durant la Batalla d'Anglaterra va estar a punt d'aconseguir derrotar la Royal Air Force. Encarregat personalment per Hermann Göring de dirigir l'ofensiva de bombardejos sobre Londres (dos «raids» diürns contra la capital britànica, saldats amb la pèrdua de nombrosos avions, van obligar a posposar indefinidament l'Operació Lleó Marí). Tot i les crítiques a la seva actuació durant les evacuacions de Dunkerque, Kesselring rebre el títol de mariscal de camp el 19 de juliol de 1940.

### Àfrica i Itàlia
El desembre de 1941 Kesselring va ser nomenat Comandant en Cap (Sud) al comandament de totes les forces aèries en els escenaris de la Mediterrània i repartint-se amb Erwin Rommel la direcció de la campanya del Nord d'Àfrica. A la tardor de 1943 va ser reassignat com Comandant en Cap (Sud-oest) amb comandament nominal de les forces armades alemanyes a Itàlia, on va liderar una reeixida campanya de dotze mesos de defensa de la península, contradient les declaracions de Winston Churchill en què afirmava que Itàlia era un «punt feble». Des de Roma, on va instal·lar el seu quarter general, va reclamar constantment més avions per reforçar la cobertura aèria de l'Eix a la Mediterrània.
El 25 d'octubre de 1944 Kesselring resultava seriosament ferit al xocar el seu cotxe amb un tanc que s'incorporava a la carretera.

### Alemanya
Després de recuperar-se de les seves ferides, Kesselring va ser transferit a Alemanya com Comandant en Cap del Front Occidental, en substitució del Mariscal Gerd von Rundstedt el març de 1945 i posteriorment designat com Comandant en Cap (Sud). Negocia de manera eventual la rendició amb les autoritats militars aliades, encara que va romandre lleial a Adolf Hitler fins que va ser informat de la seva mort. Va ser fet presoner a Saalfelden el 6 de maig de 1945.

## Després de la guerra
Després de la guerra, el 1947, els britànics el van jutjar pels afusellaments de 320 partisans presoners, comesos per tropes sota el seu comandament. Va ser trobat culpable i condemnat a mort. Aquesta sentència va causar gran controvèrsia i protesta, i Kesselring va veure la seva pena commutada per la de cadena perpètua a la presó de Werl (Westfàlia). Va ser alliberat l'octubre de 1952 en consideració per la seva delicada salut. L'any següent va publicar la seva autobiografia, Soldat bis zum letzte Tag (Un soldat fins a l'últim dia). Va morir a Bad Nauheim el 16 de juliol de 1960.

## Dates de promoció
Fähnrich (4 de febrer de 1905);
 Leutnant (8 de març de 1906):
 Oberleutnant (25 d'octubre de 1913);
 Hauptman (19 de maig de 1916);
 Major (1 d'abril de 1925);
 Oberstleutnant (1 de febrer de 1930);
 Oberst (1 d'octubre de 1932);
 Generalmajor (1 d'abril de 1934);
 Generalleutnant (1 d'abril de 1936);
 General der Flieger (1 de juny de 1937);
 Generalfeldmarshall (19 de juliol de 1940)

## Condecoracions
Creu de Cavaller de la Creu de Ferro amb Fulles de Roure, Espases i Brillants:
 Creu de Cavaller: (30/09/1939)
 Fulles de Roure: (25/02/1942) (78è)
 Espases: (18/07/1942) (15è)
 Brillants: (19/07/1944) (14è)
 Creu de Ferro 1914 de 1a Classe
 Creu de Ferro 1914 de 2a Classe
 Medalla del Príncep Regent Leopold
 Orde del Mèrit Militar de IV Classe amb Espases i Corona (Baviera)
 Cavaller de 2a classe amb Espases de l'orde d'Albert (Saxònia)
 Creu d'Honor dels Combatents del Front
 Medalla del Llarg Servei a la Wehrmacht de I i IV classe
 Medalla de l'1 d'octubre de 1938
 Barra 1939 a la Creu de Ferro de I Classe – 25 de setembre de 1939
 Barra 1939 a la Creu de Ferro de II Classe – 12 de setembre de 1939
Cinta de màniga d'Àfrica
Insígnia combinada de Pilot–Observador en Or i Diamants
Insígnia de pilot de caça d'or amb placa "400"
 Gran Creu de l'orde de la Corona d'Itàlia